# ألبرت راسل أرسكين
ألبرت راسل أرسكين (بالإنجليزية: Albert Russel Erskine)‏ هو رائد أعمال أمريكي، ولد في 24 يناير 1871 في هنتسفيل في الولايات المتحدة، وتوفي في 1 يوليو 1933 في ساوث بند في الولايات المتحدة بسبب إصابة بعيار ناري.